# Gamia buchholzi
Gamia buchholzi là một loài bướm nhảy. Nó được tìm thấy ở Sierra Leone, Bờ Biển Ngà, Ghana, Nigeria, Cameroon, Gabon, CH Congo, CH Trung Phi, CHDC Congo, Uganda, tây Kenya và Bắc Tanzania.
Ấu trùng loài này ăn Borassus aethiopum, Phoenix reclinata, Raphia monbuttorum, Raphia farinifera và các loài thuộc chi Huyết giác.